# IC 2380
IC 2380 — галактика типу Sa (спіральна галактика) у сузір'ї Рак.
Цей об'єкт міститься в оригінальній редакції індексного каталогу.